# Ефект на Фарадей
Ефект на Фарадей (на английски: magneto-optic Faraday effect, MOFE) е физичен магнито-оптичен ефект, при който се наблюдава въртене на равнината на поляризация при преминаването на линейно поляризирана светлина през вещество, намиращо се в магнитно поле. От гледна точка на математическото му описание е частен случай на жироелектромагнетизъм, при който тензорът на диелектричната проницаемост е диагонален. Ефектът се наблюдава в повечето оптично прозрачни диелектрични материали (включително течности) в присъствието на магнитно поле.
Ефектът е открит от Майкъл Фарадей през 1845 г. и е първото експериментално доказателство за връзка между светлината и електромагнетизма. Теоретичното описание на електромагнитното излъчване е завършено от Джеймс Кларк Максуел през 1860-те. Уравненията на Максуел в съвременната си форма са предложени през 1870 г. от Оливър Хевисайд.
Ефектът се дължи на това, че ляво и дясно поляризираните светлинни вълни се разпространяват с различна скорост, което е причина за явлението двойно лъчепречупване. Тъй като всяка линейна поляризация може да се представи като суперпозиция от две компоненти с еднаква амплитуда, но противоположно ориентирани ляво-дясно с отместени фази, поради отместването се наблюдава т. нар. „въртене“ на линейната поляризация.
Ефектът на Фарадей намира приложение при измервателните инструменти. Използва се за измерване на оптичната сила на въртене (ротатор или ротор на Фарадей) и за дистанционно измерване на магнитни полета (например сензори във влакнеста оптика). В спинтрониката се използва за определяне на поляризацията на спина на електроните в полупроводниците. Роторът на Фарадей се прилага за амплитудна модулация на светлината и е в основата на оптичния изолатор и оптичния циркулатор, необходими в оптичните комуникации и при други лазерни приложения.